# Steatoda variata
Steatoda variata är en spindelart som beskrevs av Willis J. Gertsch 1960. Steatoda variata ingår i släktet vaxspindlar, och familjen klotspindlar. Utöver nominatformen finns också underarten S. v. china.